# ذخیره‌گاه زیست‌کره ایستگاه بیولوژیکی بنی
ذخیره‌گاه زیست‌کره ایستگاه بیولوژیکی بنی (به اسپانیایی: Reserva de biosfera Estación Biológica del Beni) یک ذخیره‌گاه زیست‌کره در بولیوی است که در استان بنی واقع شده‌است.